# Kingston (Rhode Island)
Pour les articles homonymes, voir Kingston.
Kingston est un village et une census-designated place au sein de la ville de South Kingstown du comté de Washington dans l'État de Rhode Island, aux États-Unis.
Selon le recensement de 2010, ce census-designated place compte 6 974 habitants.
Kingston accueille le siège de l'association Sociologues pour les femmes dans la société.

## Éducation
L'université de Rhode Island est située à Kingston et possède une équipe de football américain (les Rams) participant à l'Atlantic Ten Conference.

## Transports
Kingston est desservie par une gare d'Acela et une gare d'Amtrak.

## Galerie photographique

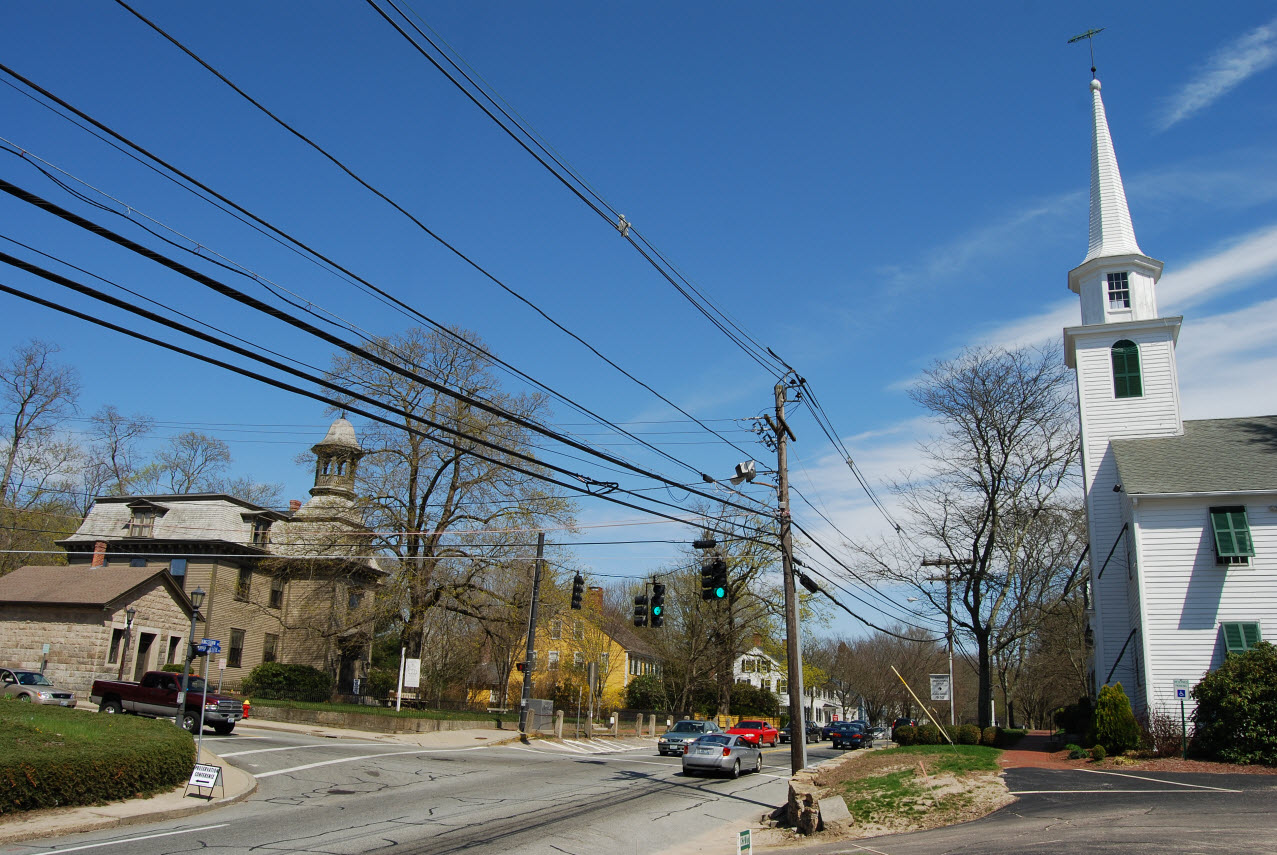
Le centre de Kingston.
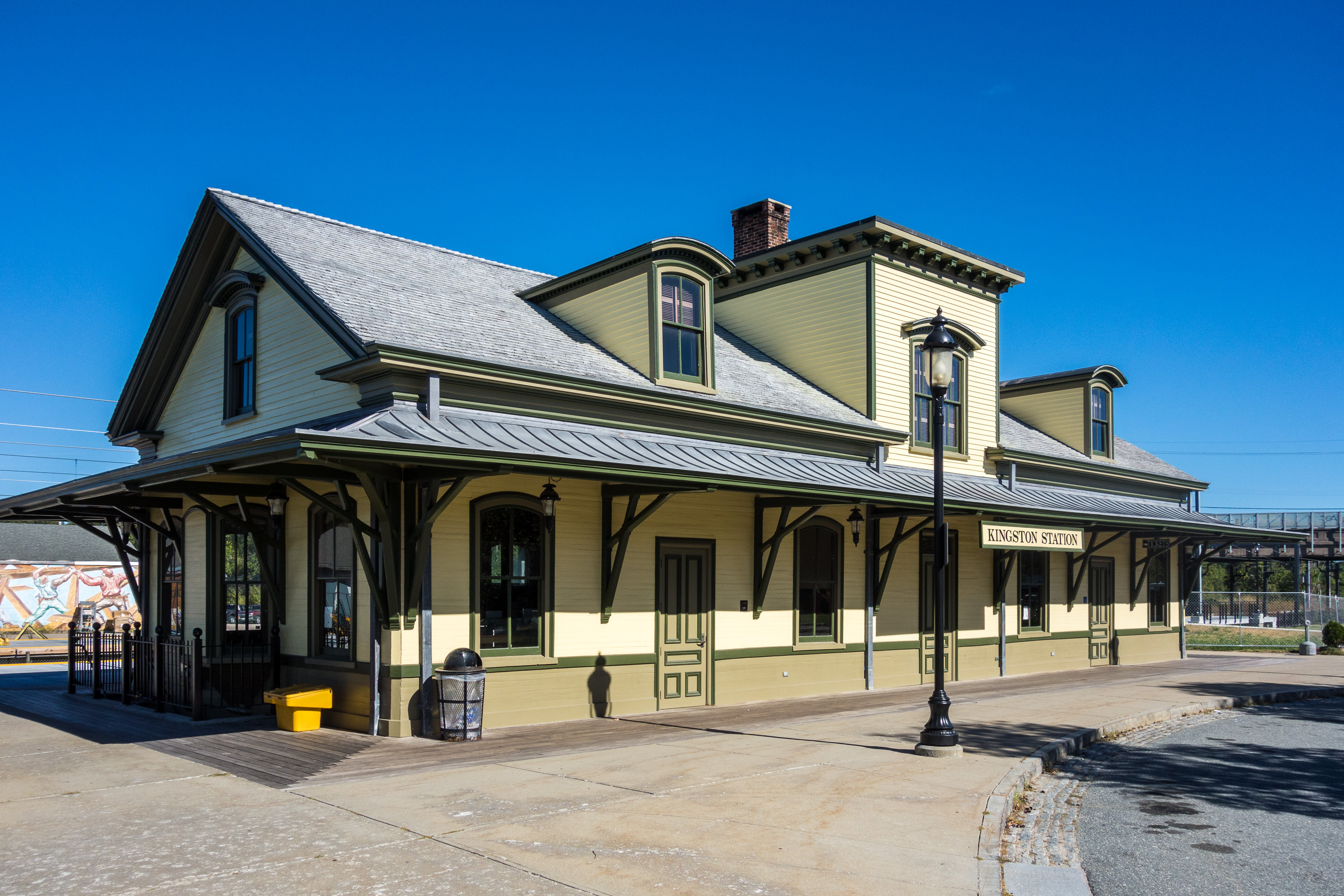
La gare de Kingston.

## Personnalité liée au village
- Martha Fierro (1977-), joueuse d'échecs équatorienne
- Sarah Harris Fayerweather (1812-1878), militante afro-américaine, abolitionniste et intégrationniste scolaire